# Розплави
Ро́зплави — рідини при температурах, відносно далеких від критичної точки, тобто ближче до температури плавлення.

## Загальний опис
Природа розплавів визначається в основному типом хімічного зв'язку. Розрізняють такі види розплавів:
- металеві,
- іонні,
- напівпровідникові з ковалентними зв'язками між атомами,
- органічні розплави з ван-дер-ваальсовими зв'язками,
- високополімерні розплави та ін.

За типом хімічних сполук розрізняють:
- сольові розплави,
- оксидні розплави,
- оксидно-силікатні (шлакові) розплави та ін.

Особливими властивостями володіють евтектичні розплави.
Для розплавів, як і для рідин взагалі, характерна наявність в структурі ближнього порядку при відсутності обов'язкового для кристалів дальнього порядку. Але на відміну від звичайних рідин структура розплавів містить кристалоподібні угрупування — асоціації, мікрокристаліти з різною тривалістю життя, будова яких головним чином пов'язана з будовою кристалічної фази. У розплавів присутні специфічні утворювання — пори, ікосаедричні частинки.
При плавленні може істотно змінюватися тип хімічного зв'язку або, точніше, співвідношення між внесками різних типів зв'язку. Так, більша частина напівпровідників при плавленні утворюють розплави з металевою провідністю. Деякі галогеніди, наприклад розплави GaCl3, що в кристалічному стані мають іонну провідність, дають розплави, що складаються головним чином з молекул (Ga2Cl6), в результаті чого електрична провідність різко падає. Зміна типу зв'язку іноді спостерігається і при зміні температури розплавів. Наприклад, у розплавів Te поблизу температури плавлення (142 °С) спостерігаються ланцюгові молекули, але вже при 152 °С він має металевий характер.
Такі характеристики розплавів, як середнє координаційне число і міжатомні віддалі, можуть сильно відрізнятися від характеристик вихідних кристалічних фаз. Так, при плавленні більшості металів координаційне число зменшується (внаслідок збільшення кількості вакансій і дірок) на 10-15%, тоді як найкоротші міжатомні відстані не змінюються. У напівпровідників (Si, Ge) координаційне число при плавленні збільшується в 1,5 рази (внаслідок заповнення пустот і посилення трансляції руху), збільшуються і міжатомні відстані. При плавленні солей зменшуються і координаційне число і міжатомні відстані.
Для багатокомпонентних розплавів характерні нерівноважні, метастабільні стани, генетично пов'язані зі структурою вихідних твердих фаз. Часто спостерігається сильний гістерезис властивостей при зміні температури, а також залежність будови і властивостей розплавів від температури і тривалості витримки, швидкості зміни температури, матеріалу контейнера, вмісту домішок.
Розплави часто мають складний склад. Так, іонні розплави (розплави солей, галогенідів металів, лугів, оксидів, халькогенідів, шлакові розплави) в різних співвідношеннях містять як прості і комплексні іони різного знаку, так і недисоційовані та полімерні молекули, а також вільні об'єми (дірки, дислокації). У силікатних (шлакових) розплавів можуть одночасно бути присутнім як ізольовані кремнекисневі тетраедри, так і ланцюги, що з них складаються, кільця, сітки і каркаси. В іонних розплавів можливі різноманітні хімічні реакції: окислювально-відновлювальна, комплексоутворення, сольватація та ін.
Така складна картина виду частинок і природи зв'язку не дозволяє запропонувати однозначну модель структури розплавів. Зокрема, для опису, наприклад, шлакових розплавів знаходять застосування різні, часто взаємно виключаючі моделі, багато з яких відповідають уявленням про розчини. Використовуються як іонні, так і молекулярні уявлення, теорія регулярних розчинів та теорія досконалих іонних розчинів, модель асоційованих розчинів, полімерна модель та інші. Жодна з моделей не враховує всіх видів компонентів розплавів та їх можливих взаємодій. Але моделі дозволяють інтерпретувати ті чи інші властивості розплавів, в деяких випадках дозволяють їх розрахувати.

### Розплави у металургії
У металургії розплави є як проміжними і побічними продуктами (шлаки-силікатно-оксидні розплави, штейни, сульфідні розплави, шпейзи — арсенідні), так і кінцевими (металеві розплави). Розплави використовують як електроліти для отримання і рафінування металів, нанесення покриттів. У вигляді розплавів отримують більшість сплавів. З простих і складних розплавів вирощують монокристали, епітаксиальні плівки. Металеві, оксидні та сольові розплави використовують як каталізатори. Сольові розплави застосовують у відпалювальних і гартівних ваннах, високотемпературних паливних елементах, як теплоносії, флюси при паянні та зварюванні металів, як реакційні середовища в неорганічному та органічному синтезі, як поглиначі, екстрагенти і т.і. З відповідних розплавів отримують силікатні, фторидні та інші сплави спеціального скла, а також аморфні метали.

### Розплави у геології
Див. Розплавне включення
Розплав — багатокомпонентна система, що складається з оксидів: SiO2, Al2O5, FeO, Fe2O3, MgO, CaO, Na2O, K2O та ін. У складі газів переважають пара води та леткі сполуки — SO3, SO2, H2S, Cl, F, В. У гранітній магмі найбільше оксидів кремнію (кремнієвої кислоти), тому гранітні магми називають кислими, а базальтові магми, що багаті на основи — Са, Mg та Fe — основними. В процесі проникнення магми у літосферу первинний склад її може змінюватися завдяки асиміляції (засвоєнню) контактуючих із магмою гірських порід.